# Francky Martin
Francky Martin est un joueur français de volley-ball né le 18 mars 1992. Il mesure 1,95 m et joue attaquant.

## Clubs
| Club                 | Pays   | De        | À         |
| -------------------- | ------ | --------- | --------- |
| Spacer's de Toulouse | France | 2009-2010 | 2009-2010 |
| Narbonne Volley      | France | 2010-2011 | …         |

## Palmarès
- Coupe de France Espoirs (1)
  - Troisième: 2012